# Xenochrophis sanctijohannis
Espèce
Synonymes
- Tropidonotus sanctijohannis Boulenger, 1890

Xenochrophis sanctijohannis est une espèce de serpents de la famille des Natricidae. 

## Répartition
Cette espèce se rencontre :
- au Pakistan ;
- en Inde dans les États du Jammu-et-Cachemire et d'Himachal Pradesh ;
- au Népal au-dessus de 1 000 m d'altitude ;
- dans le nord de la Birmanie.

## Description
L'holotype de Xenochrophis sanctijohannis mesure 405 mm dont 100 mm pour la queue. Cette espèce a la face dorsale uniformément olive et la face ventrale blanchâtre.

## Étymologie
Son nom d'espèce lui a été donné en l'honneur de Sir Oliver Beauchamp Coventry St. John qui a fourni les premiers spécimens,.

## Publication originale
- Boulenger, 1890 : The Fauna of British India, Including Ceylon and Burma. Reptilia and Batrachia, p. 1-541 (texte intégral).